# Bellingen Shire Council
Bellingen Shire Council is een Local Government Area (LGA) in de Australische deelstaat New South Wales.